# 男性の肖像 (レンブラント、ウィーン)
『男性の肖像』（だんせいのしょうぞう、独: Bildnis eines Mannes、英: Portrait of a Man）、または『座った男性の肖像』（すわっただんせいのしょうぞう、英: Portrait of a Man Seated）は、17世紀オランダ絵画黄金時代の巨匠レンブラント・ファン・レインが1632年ごろ、板上に油彩で制作した絵画である。1783年以前にウィーンの帝室コレクションに入り、現在、ウィーンの美術史美術館に所蔵されている。なお、この肖像画と対をなす『女性の肖像』も美術史美術館に所蔵されている。

## 作品

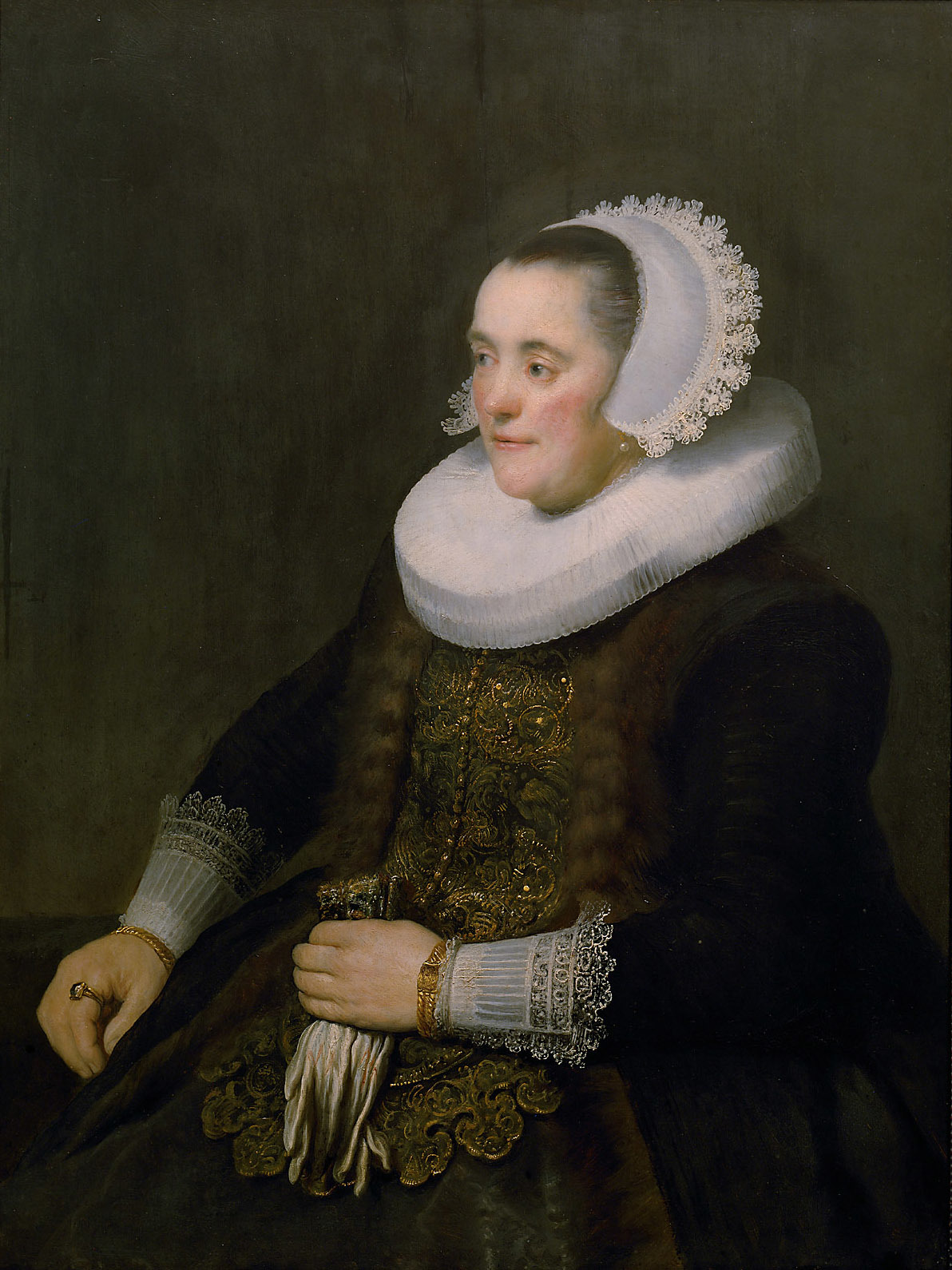
レンブラント『女性の肖像』 (1632年ごろ)、美術史美術館、ウィーン

本作は1632年ごろの制作と見られるが、1631年に当時25歳であったレンブラントは故郷のレイデンからアムステルダムに移った。芸術的、社会的な成長を遂げることとなったアムステルダムで、彼は多くの機会を得、需要の大きな肖像画家として数多くの弟子たちの働く大工房を経営した。レンブラントの肖像画は、非常に生き生きとした人物の表情、そして光の効果によ精緻な造形が特徴である。
レンブラントの肖像画には全身像もあるが、大部分は胸または腰までの半身像で、これは当時の一般的習慣に従ったものである。そのような定型の中で、レンブラントはいろいろと工夫を凝らしている。優れた演出家であったレンブラントは、自画像においてもおそらく意識的に様々な表情を試みているが、表情とともに身振りもまた重要な表現手段であることを知っていた。
レンブラントはわずかな身体の捻りや手のポーズなどによって、モデルに非常に生き生きとした感じを与えることができた。この絵画の特定されていないモデルの男性は、やや半身に構えたポーズで表されている。何気ないながらも、きわめて雄弁な彼の手の動きが画面全体を効果的に引き締めている。